# Chräbsbach
Der Chräbsbach (auch Krebsbach; veraltet: Reichenbach) ist ein Bach im Schweizer Kanton Bern. Er ist ein gut acht Kilometer langer und rechter Zufluss der Aare.

## Geographie

### Verlauf
Der Chräbsbach entspringt auf 617 m ü. M. im Bösmattmoos in Meikirch in der offenen Flur.
Er fließt zunächst durch Felder und Wiesen in ostnordöstlicher Richtung, schlägt am Nordrand eines kleinen Waldes einen Bogen und läuft dann ostsüdostwärts auf dem Gebiet der Gemeinde Wohlen bei Bern südlich an dem Dorf Weissenstein vorbei. Südlich von Schützenrain fliesst ihm von links der Chalchofebach zu.
Der Chräbsbach zieht nun südostwärts an Ortschwaben vorbei, fliesst dann in Richtung Ostnordosten durch Grünland und passiert danach das zu Kirchlindach gehörende Niederlindach. Etwas bachabwärts wird er auf seiner linken Seite vom Oberlindachbach gespeist.
Er läuft nun am Südostrand von Zollikofen entlang, biegt dann scharf nach Süden ab und mündet schließlich östlich von Reichenbach auf einer Höhe von 486 m ü. M. von rechts in die Aare.
Sein 8,2 km langer Lauf endet ungefähr 131 Höhenmeter unterhalb seiner Quelle, er hat somit ein mittleres Sohlgefälle von 16 ‰.

### Einzugsgebiet
Das 21,37 km² grosse Einzugsgebiet des Chräbsbachs liegt im westlichen Mittelland und wird über die Aare und den Rhein zur Nordsee entwässert.
Es besteht zu 22,2 % aus bestockter Fläche, zu 68,5 % aus Landwirtschaftsfläche, zu 8,9 % aus Siedlungsfläche, zu 0,3 % aus Gewässerfläche und zu 0,1 % aus unproduktiven Flächen.
Die mittlere Höhe des Einzugsgebietes beträgt 620 m ü. M., die minimale Höhe liegt bei 485 m ü. M. und die maximale Höhe bei 788 m ü. M.

### Zuflüsse
- Chalchofebach (links), 1,5 km
- Oberlindachbach (links), 4,8 km, 3,63 km², 70 l/s

## Hydrologie
An der Mündung des Chräbsbachs in die Aare beträgt seine modellierte mittlere Abflussmenge (MQ) 440 l/s. Sein Abflussregimetyp ist pluvial inférieur und seine Abflussvariabilität beträgt 25.
Der modellierte monatliche mittlere Abfluss (MQ) des Chräbsbachs in l/s

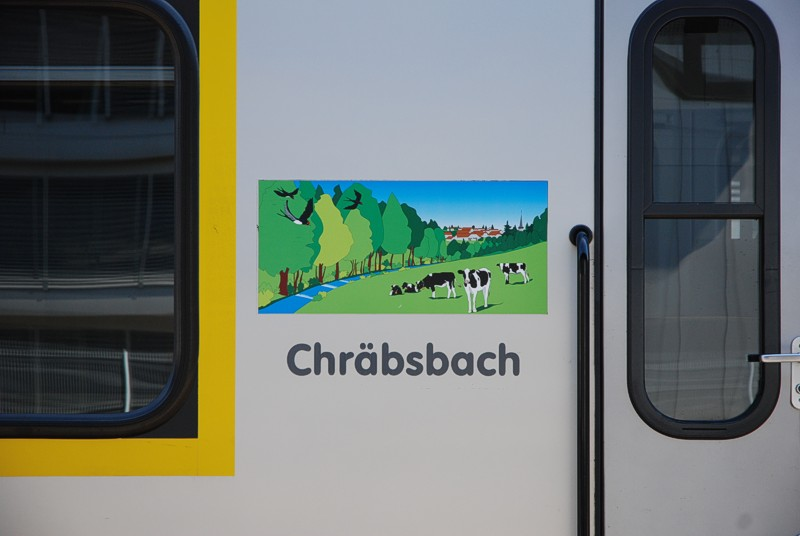
Chräbsbach als Taufname von BLS RABe 525

## Daten
Die Dotierwassermenge liegt bei 91 Litern pro Sekunde.